# Amalia Pica
Amalia Pica (née en 1978 à Neuquén) est une artiste argentine.

## Biographie
Pica naît pendant le régime de la dictature militaire argentine, qui transparaîtra dans son œuvre. Elle étudie à l’École nationale des beaux-arts Prilidiano Pueyrredón (es) dont elle est diplômée en 2001. Par la suite, elle est artiste en résidence à l’Académie royale des beaux-arts d'Amsterdam, au Headlands Center for the Arts (en).
Elle travaille à Londres et est exposée dans les collections permanentes de la Tate Gallery, du Museum of Modern Art, du Musée d'Art contemporain de Chicago, du Kadist…
Ses travaux se préoccupent souvent des problématiques de communication entre les personnes, notamment par le langage, ainsi que de son vécu de l’histoire argentine.

## Œuvres
- Strangers, performance
- Eavesdropping, 2011, installation où des verres fixés au mur évoquent les possibilités d’écoute clandestine[2]
- Venn Diagram (under the spotlight), 2011, installation reproduisant un diagramme de Venn comme exemple des restrictions éducatives et pédagogiques lors de la dictature[1].
- A ∩ B ∩ C, 2013, installation et performance où les participants superposent des formes géométriques en plastique coloré, formant à chaque fois des motifs différents[2]
- Switchboard, 2013, installation
- Similama, 2014, installation[5]

## Expositions
- 2010 : Malmö Konsthall (en)[2]
- 2012 : Chisenhale Gallery (en), Londres[3]
- 2013 : Musée d’art contemporain Tamayo, Mexico[2]
- 2014 : La Criée, Rennes[5]
- 2015 : Musée Solomon-R.-Guggenheim, New York[2]
- 2020 : Haus Konstruktiv, Zurich[4]

## Prix
- 2020 : Zurich Art Prize (en)[4]